# José Ramón Esnaola
José Ramón Esnaola Larburu (Andoain, 30 giugno 1946) è un ex calciatore spagnolo di origini basche, di ruolo portiere.

## Carriera
Giocò nella Liga con Real Sociedad e Betis Siviglia. Vinse una Copa del Rey nel 1977, nella cui finale contro l'Athletic Bilbao parò tre rigori e segnò quello decisivo.

## Palmarès

### Giocatore

#### Club
- Coppa di Spagna: 1

Real Betis: 1976-1977